# Anne Chambers
Anne Chambers (Dublín) es una escritora, guionista y biógrafa irlandesa.

## Trayectoria
Chambers vive y trabaja en Dublín y es conocida por su biografía de la reina y pirata irlandesa Grace O'Malley del siglo XVI, y que lleva por título Granuaile: Ireland's Pirate Queen (1998).
Sus libros más recientes son T.K. Whitaker: Retrato de un Patriota (2014), Eleanor Countess of Desmond (2011), Finding Tom Cruise (2007) y Shadow Lord (2007), la biografía de Tibbott Bourke, Lord Mayo, el hijo más joven de Gráinne O'Malley.